# Narrativa digital
La narrativa digital és una forma de producció amb mitjans de comunicació digitals que permet que qualsevol persona comparteixi aspectes de la seva història de vida. Els mitjans de comunicació utilitzats solen incloure l'equivalent digital de tècniques cinematogràfiques com vídeos, imatges, àudios, o qualsevol altre mitjà "no físic" (materials que existeixen com a arxiu digital que no són fotografies o il·lustracions en format paper, ni sons emmagatzemats en cinta o disc, o pel·lícules físiques) que qualsevol pot emprar per explicar una història o presentar una idea.

## Introducció
La narrativa digital és un terme nou que s'utilitza per a denominar el fet que qualsevol persona, sent usuari de diferents eines digitals, pot explicar històries. Aquestes històries digitals sovint es presenten amb formats persuasius o emocionalment atractius i poden ser interactives.
El terme "narrativa digital" també pot cobrir una àmplia gamma de narratives digitals (històries web, històries interactives, hipertexts, i videojocs narratius o aventures gràfiques); a vegades s'ha utilitzat per a referir-se a la producció cinematogràfica en general, s'empra per descriure els esforços en publicitat i les promocions d'empreses comercials i sense ànim de lucre.
Es pot definir la "narrativa digital" com el procés pel qual la gent pot compartir històries de la seva vida i creacions fictícies amb els altres. Aquesta forma més nova de storytelling sorgeix amb la creació de tècniques de producció accessibles, maquinari i programari, incloent-hi les càmeres digitals, gravadors de veu digitals, i diferents programes com iMovie, Windows Movie Maker i Final Cut Express. Aquestes i altres tecnologies recents permeten que usuaris comuns puguin compartir les seves històries a Internet, per exemple a YouTube, Vimeo, discos, podcasts, i altres xarxes socials.
Es pot pensar en la "narrativa digital" com una extensió moderna de l'art antic d'explicar històries, ara desenvolupat amb imatges digitalitzades, vídeos i sons. Gràcies als nous mitjans de comunicació i tecnologies digitals, qualsevol es pot apropar a la narrativa des de perspectives úniques. Molta gent elabora històries de formes diferents de la tradicional, utilitzant narratives no-lineals i interactives.
Per tant, les històries digitals són pel·lícules multimèdia que combinen fotografies, vídeo, so, música, text, i sovint una veu narrativa. Les històries digitals poden ser utilitzades com un mitjà expressiu dins de l'aula per a introduir un tema. Una vegada completades, aquestes històries poden ser fàcilment pujades a Internet i tornar-se accessibles per a una audiència internacional, depenent del tema i propòsit del projecte.

## Desenvolupament
La definició més àmplia ha estat utilitzada per molts artistes i productors per poder unir la seva dedicació amb les tradicions orals i sovint per a distingir el seu treball dels projectes comercials, centrant-se en l'autoria, l'humanisme i en el contingut generador d'emocions. El terme narrativa digital ha estat utilitzat per Ken Burns, en el documental La Guerra Civil, com un dels primers models d'aquest gènere.  En el seu documental, Burns va utilitzar contes en primera persona per a revelar el cor i les emocions d'aquest tràgic esdeveniment de la història americana, així com va usar la narració, imatges d'arxiu, cinematografia moderna, i música (Sylvester & Greenidge, 2009). Alguns altres artistes que s'han descrit com a narradors digitals són Dana Atchley, el seu col·laborador Joe Lambert, Abbe Don, Brenda Llorer, i Pedro Meyer.
La definició de "curtmetratges narratius" per a la narrativa digital, prové d'un taller de producció impartit per Dana Atchley en l'Institut de Pel·lícula americà; l'any 1993 el terme va ser adaptat i redefinit per Joe Lambert com un mètode d'entrenament promogut pel San Francisco Bay Area-based Center per al Digital Storytelling.
Comunament, les històries digitals es produeixen en tallers intensius. El producte és un curtmetratge que combina una peça narrativa d'escriptura personal, fotogràfic i altres imatges, així com una banda sonora musical. La tecnologia possibilita que aquells sense un coneixement tècnic elevat puguin produir treballs que expliquin una història que utilitza "so" i imatges i crea emocions. Aquest mètode necessita una escassa feina de producció i els mínims requisits de memòria per a utilitzar imatges en comparació amb l'ús de vídeo, això provoca una gran facilitat en la tasca de crear curtmetratges de bona aparença i qualitat.

## Components
Les característiques més importants d'una història digital són que ja no conforma a les convencions tradicionals de storytelling perquè és capaç de combinar imatges quietes i en movent junt amb el so, i el text, així com el contingut de característiques interactives.
Amb l'arribada de dispositius de mitjans de comunicació nous com els ordinadors, càmeres digitals, entre d'altres, els individus poden compartir les seves històries digitals via Internet, en discos, podcasts, o altres mitjans de comunicació electrònics. El storytelling digital combina l'art de storytelling amb característiques multimèdia com la fotografia, text, àudio, i vídeo.
Els educadors sovint identifiquen el benefici del digital storytelling com a una eina tècnica perquè els alumnes puguin treballar i millorar la seva expressió escrita. Els estudiants aprenen programari nou, trien imatges, editen vídeos, afegeixen música, creen pantalles de títol, i aprenen a tenir fluïdesa amb l'edició.